# ELinOS
 (septembre 2014).
Si vous disposez d'ouvrages ou d'articles de référence ou si vous connaissez des sites web de qualité traitant du thème abordé ici, merci de compléter l'article en donnant les références utiles à sa vérifiabilité et en les liant à la section « Notes et références ».

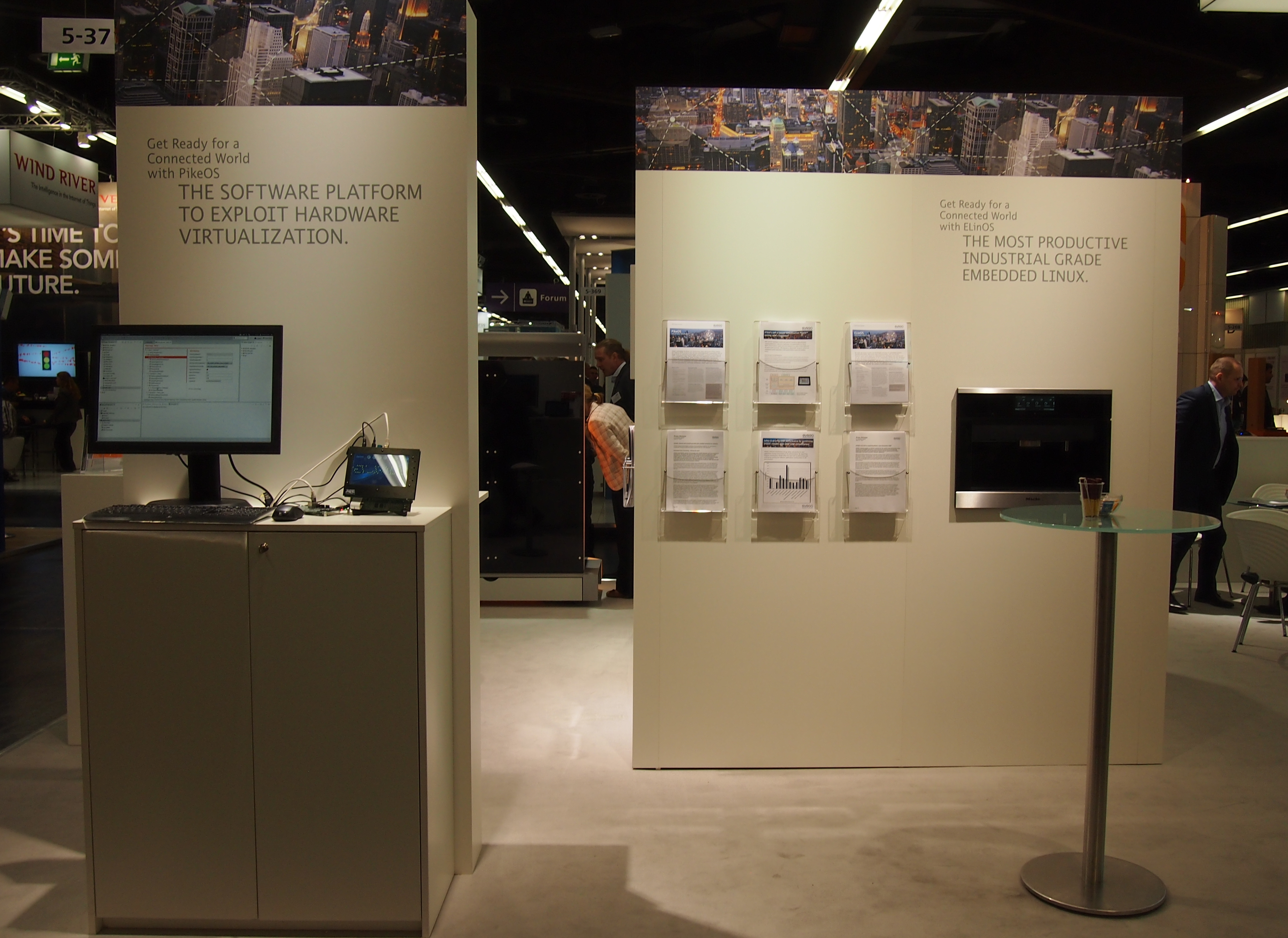
ELinOS en Embedded World 2014

ELinOS est une implémentation de Linux, spécialisée pour les systèmes embarqués, réalisée par la société allemande SYSGO (en) fondée en 1991.
La société SYSGO est aussi connue pour un second Operating System, dédicacé aux calculateurs embarqués, nommé PikeOS.
Cette société a été rachetée par Thales en décembre 2012.

## End of Life Aperçu ELinOS
| Produit | Produit Version | Linked CODEO Version | EOL            |
| ------- | --------------- | -------------------- | -------------- |
| ELinOS  | 5.0             | 3.1, 4.0             | Depuis 08/2016 |
| ELinOS  | 5.1             | 4.0                  | Depuis 08/2016 |
| ELinOS  | 5.2             | 6.0, 6.1, 6.2        | Depuis 12/2018 |
| ELinOS  | 6.0             | 6.0, 6.1, 6.2        | Depuis 09/2021 |
| ELinOS  | 6.1             | 6.1, 6.2             | Depuis 12/2021 |
| ELinOS  | 6.2             | 6.2                  | Courant        |
| ELinOS  | 7.0             | 7.0                  | Courant        |
| ELinOS  | 7.1             | 7.3                  | Courant        |